# باك جونغ تشول
باك جونغ تشول (مواليد 26 أكتوبر 1987) هو ملاكم كوري شمالي، مثّل بلاده في الألعاب الأولمبية الصيفية 2012.

## روابط خارجية
باك جونغ تشول على موقع اللجنة الأولمبية الدولية (الإنجليزية)
- باك جونغ تشول على موقع أوليمبيديا (الإنجليزية)